# La’el Collins
La’el Collins (geboren am 26. Juli 1993 in Baton Rouge, Louisiana) ist ein US-amerikanischer American-Football-Spieler auf der Position des Offensive Tackles. Er spielte College Football für die Louisiana State University und stand von 2015 bis 2021 bei den Dallas Cowboys in der National Football League (NFL) unter Vertrag. In der Saison 2023 war er erneut für die Cowboys und 2024 für die Buffalo Bills aktiv. Zwischenzeitlich spielte Collins für die Cincinnati Bengals.

## College
Collins ging auf die Redemptorist High School in seiner Heimatstadt Baton Rouge, Louisiana. Er galt als einer der besten Offensive Linemen seines Highschooljahrgangs und ging ab 2011 auf die Louisiana State University, um College Football für die LSU Tigers zu spielen. Als Freshman kam er lediglich bei 46 Snaps zum Einsatz, bevor er als Sophomore 2012 in allen 13 Spielen als Starter auf der Position des Left Guards eingesetzt wurde. In der Saison 2013 wechselte er auf die Position des Left Tackles, auf der er in den folgenden beiden Jahren Stammspieler war. In der Saison 2014 wurde er in das All-Star-Team der Southeastern Conference (SEC) gewählt und gewann die Jacobs Blocking Trophy als bester Offensive Lineman der SEC. Collins kam in 45 Spielen für die LSU Tigers zum Einsatz, davon 38-mal als Starter.

## NFL
Collins galt vor dem NFL Draft 2015 als Erstrundenpick. Wenige Tage vor dem Draft wurde allerdings eine Exfreundin von Collins ermordet und er im Zuge der Ermittlungen von der Polizei befragt, auch wenn er nicht verdächtigt wurde. Dennoch wurde er aufgrund von Bedenken seitens der NFL-Teams im Draft nicht ausgewählt und anschließend als Undrafted Free Agent von den Dallas Cowboys unter Vertrag genommen. Zuvor hatte Collins verlauten lassen, er werde keinen Vertrag unterschreiben, falls ein Team ihn nach der dritten Runde auswählen würde. Als Rookie schaffte er es schnell in die Stammformation und etablierte sich als Starter auf der Position des Left Guards. Collins bestritt 2015 elf Partien von Beginn an. In der Saison 2016 zog er sich am dritten Spieltag eine Zehenverletzung zu und musste die Spielzeit daraufhin vorzeitig beenden.
Am 25. Juli 2017 unterschrieb Collins eine Vertragsverlängerung um zwei Jahre im Wert von 15,4 Millionen US-Dollar in Dallas. Zur Saison 2017 wechselte er nach dem Karriereende von Doug Free auf die Position des Right Tackles und war seitdem in dieser Funktion Stammspieler. Vor Beginn der Saison 2019 verlängerte Collings seinen Vertrag bei den Cowboys für 50 Millionen Dollar um weitere fünf Jahre. Wegen einer Hüftverletzung musste er die Spielzeit 2020 vollständig aussetzen. Da er mehrere Dopingtests verpasst hatte, wurde Collins nach dem ersten Spiel der Saison 2021 für fünf Partien gesperrt. Nach der Saison 2021 entließen die Cowboys Collins im März 2022.
Daraufhin unterschrieb Collins am 20. März 2022 einen Dreijahresvertrag bei den Cincinnati Bengals. Er bestritt 15 Spiele als Starter auf der Position des Right Tackles für die Bengals. Am 16. Spieltag zog Collins sich bei der Partie gegen die New England Patriots einen Kreuzbandriss zu und fiel für den Rest der Saison aus. Vor Beginn der Saison 2023 wurde Collins auf die Physically-Unable-to-Perform-Liste (PUP) gesetzt und am 12. September 2023 von den Bengals entlassen.
Am 4. Januar 2024 nahmen die Dallas Cowboys Collins für ihren Practice Squad erneut unter Vertrag. Dort kam er nicht zum Einsatz und sein Vertrag lief mit dem Saisonende nach der Niederlage in der ersten Runde der Play-offs aus. Im April 2024 einigte Collins sich auf einen Einjahresvertrag mit den Buffalo Bills. Am 27. August 2024 wurde Collins im Rahmen der Kaderverkleinerung auf 53 Spieler vor Beginn der Regular Season von den Bills entlassen.